# Stachelwanzen

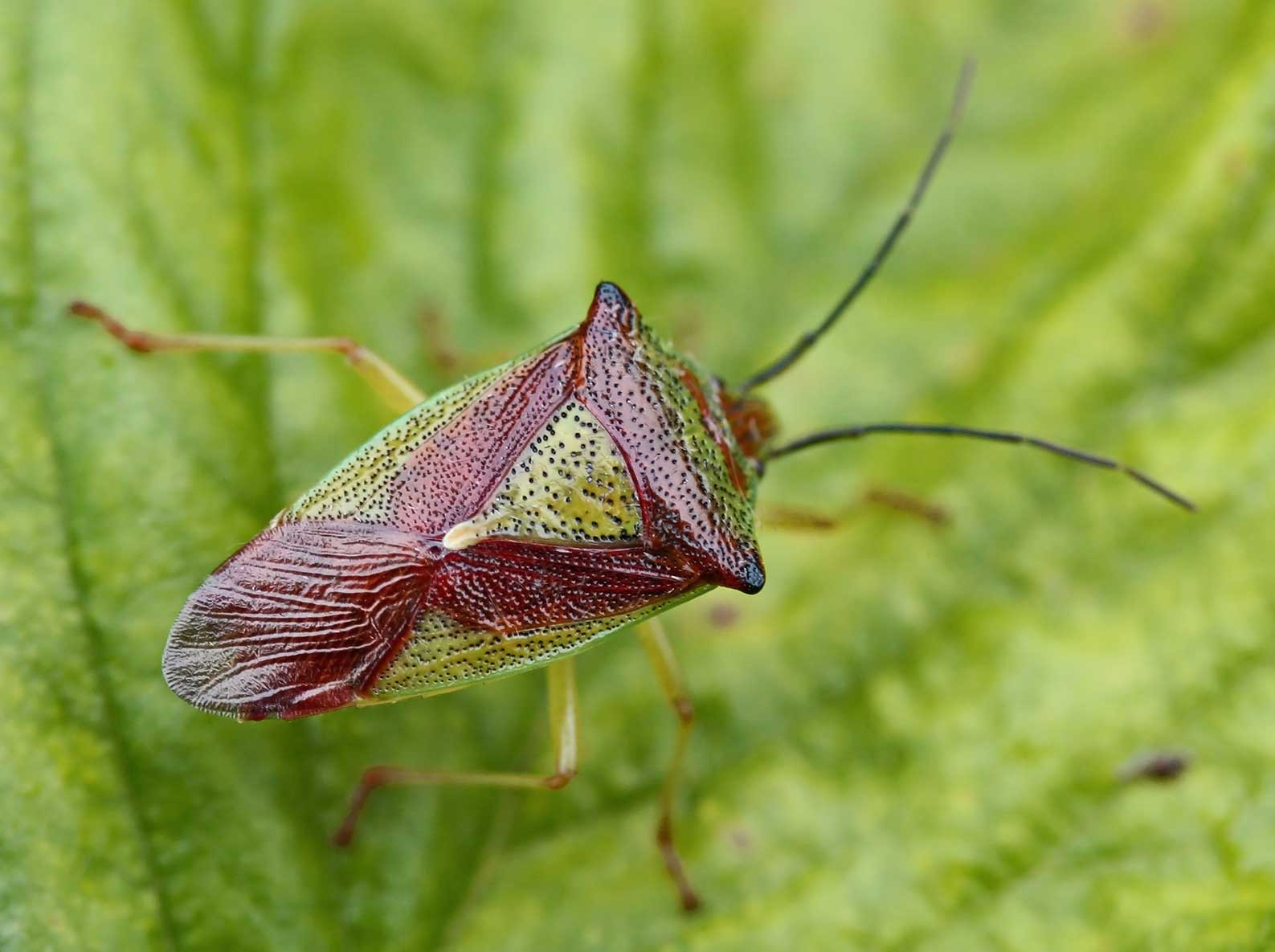
Wipfel-Stachelwanze (Acanthosoma haemorrhoidale)

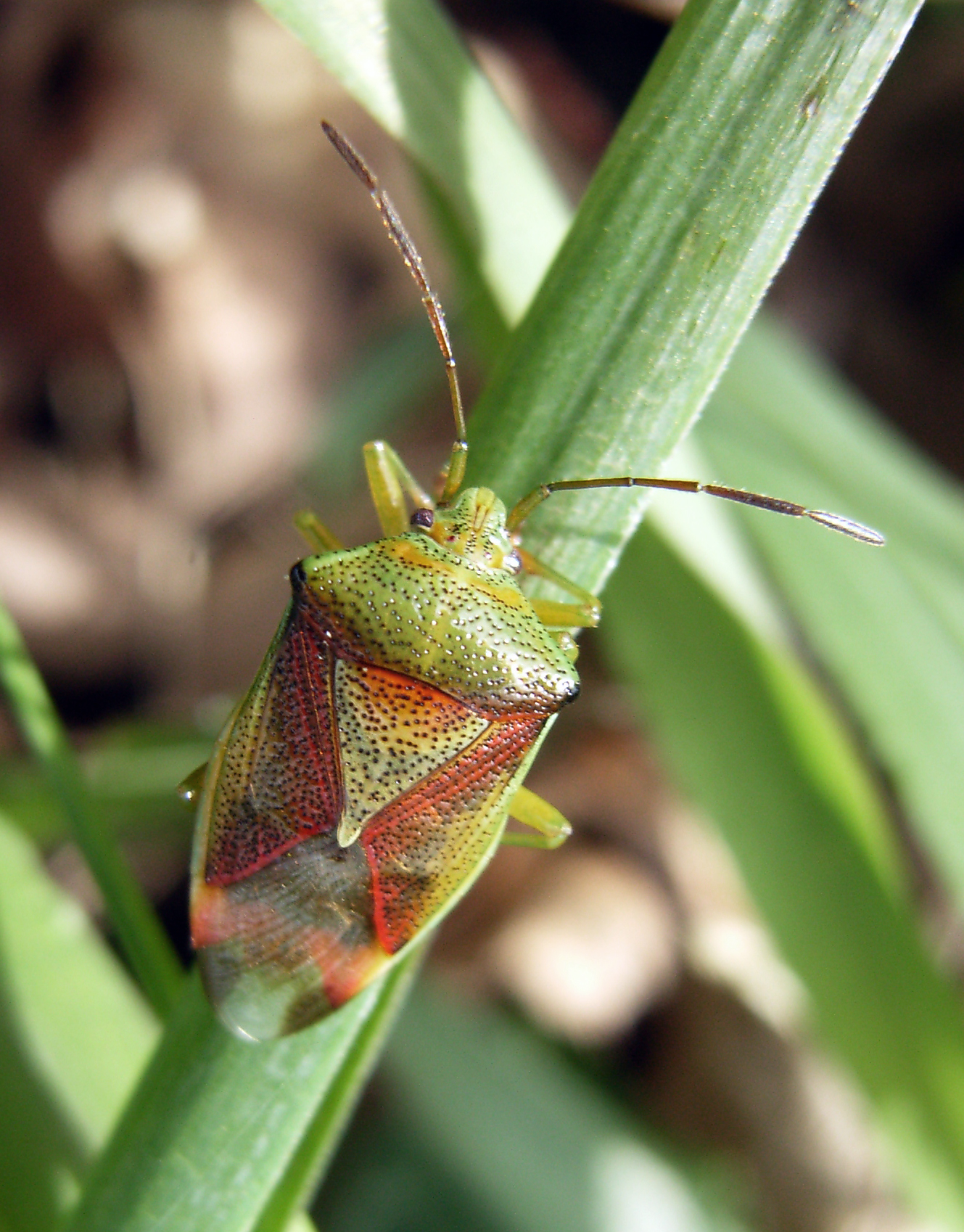
Bunte Blattwanze (Elasmostethus interstinctus)

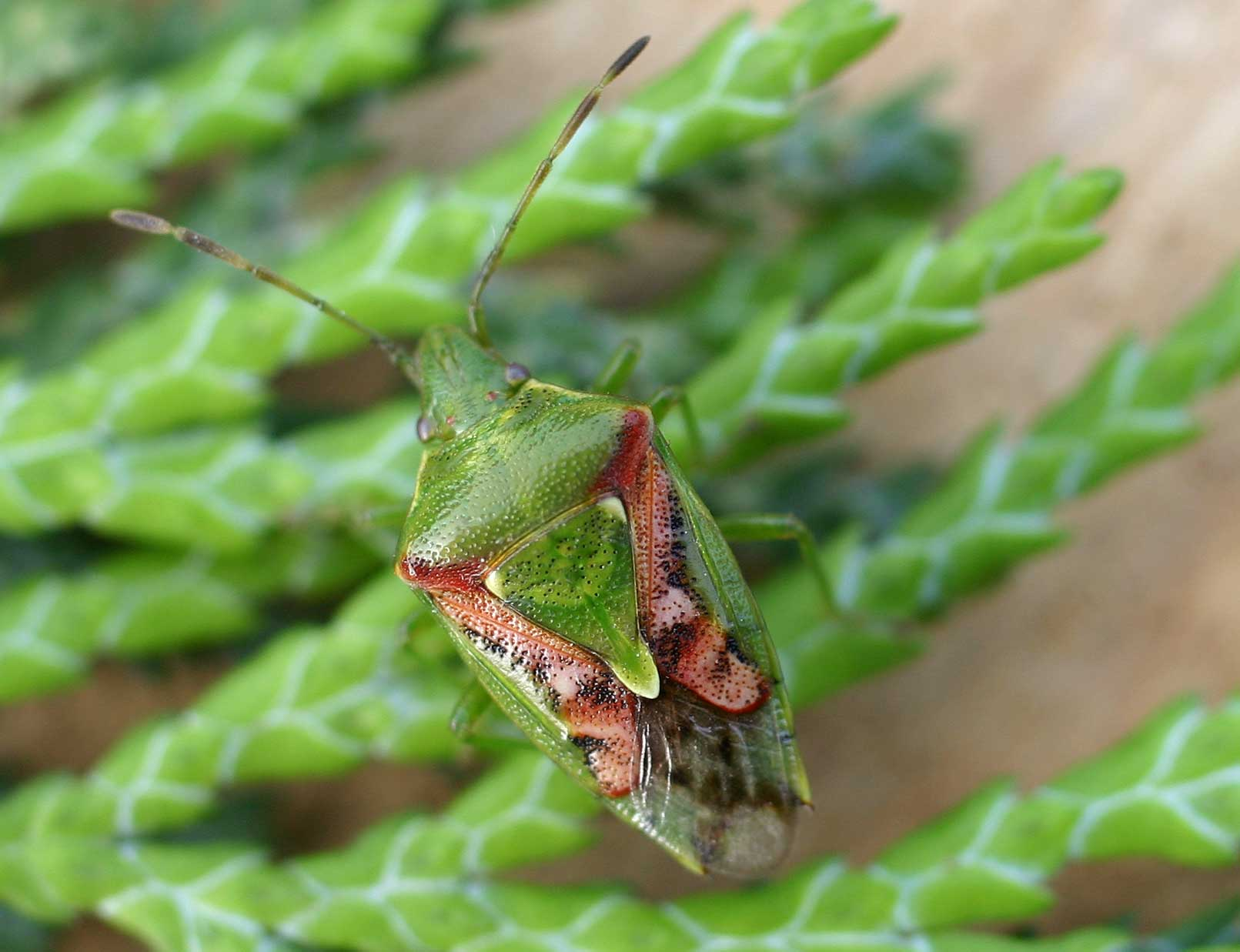
Buntrock (Cyphostethus tristriatus)

Stachelwanzen (Acanthosomatidae), auch als Bauchkielwanzen bezeichnet, sind eine Familie der Wanzen (Heteroptera) innerhalb der Teilordnung Pentatomomorpha. Von ihnen sind mehr als 184 Arten in ca. 46 Gattungen bekannt. In Europa sind acht Arten vertreten, die auch alle in Mitteleuropa auftreten.

## Merkmale
Die mit 6 bis 18 Millimetern Länge kleinen bis mittelgroßen Wanzen haben einen im Vergleich zu den übrigen Vertretern der Überfamilie Pentatomoidea mehr langgestreckt-eiförmigen bis deltoidförmigen Körper. Das dreieckige Schildchen (Scutellum) ist nicht verbreitert und verdeckt das Corium der Hemielytren nicht. Es ist etwa halb so lang, oder weniger als halb so lang wie der Hinterleib. Die Tarsen sind zweigliedrig.
Ihr Kopf ist seitlich gekielt. Die Fühler sind fünfgliedrig. Das Sternum am Mesonotum hat einen stark hervortretenden Kiel und am Sternum des dritten Hinterleibssegments befindet sich ein langgestreckter Dorn, der nach vorne gerichtet ist. Auf Grund dieser Merkmale hat die Familie ihre deutschen Namen. Am zweiten Hinterleibssegment sind außerdem die Stigmen durch die Metapleura verdeckt. Am Sternum des dritten bis siebten Hinterleibssegments befinden sich paarig angeordnete Trichobothria. Die Spermatheca der Männchen ist einfach gebaut, das achte Sternit der Männchen liegt frei. Bei den Weibchen ist der Hinterrand des siebten Sternums tief eingebuchtet. Die Weibchen besitzen ein oder zwei Paar Pendergastsche Organe (Drüsen an den Sterna des Hinterleibs). Diese sind abgeflacht und rund, oder langgestreckt und liegen seitlich am fünften bis siebten, oder nur am siebten Sternum. Bei den Nymphen befinden sich die Duftdrüsenöffnungen am Hinterleib jeweils zwischen dem dritten bis sechsten Tergum, wobei die vorderen Öffnungen bei manchen Arten klein sind.
Der große Kiel am Mesosternum, der Dorn auf der Bauchseite des Hinterleibs, die zweigliedrigen Tarsen und die Pendergastschen Organe sind Autapomorphien der Familie. Bei vielen Arten ist außerdem ein Tuberkel auf den Maxillen ausgebildet.

## Vorkommen
Die Familie ist weltweit verbreitet, hat ihr Hauptverbreitungsgebiet jedoch in den gemäßigten Breiten und den Subtropen. Die beiden Unterfamilien Blaudusinae und Ditomotarsinae sind nur in der südlichen Hemisphäre verbreitet und fehlen in Neuseeland, die Unterfamilie Acanthosomatinae ist vor allem in der nördlichen Hemisphäre verbreitet, tritt jedoch auch mit einer endemischen Gattung, Rhopalomorpha, in Neuseeland auf.

## Lebensweise
Die holarktischen Vertreter der Familie sind verhältnismäßig gut erforscht. Die meisten Arten leben auf Bäumen oder Sträuchern. Über die australischen Arten ist hingegen kaum etwas bekannt. Mehrere Arten sollen an Feigen (Ficus) leben, andere ebenso an verschiedenen Baumarten. Eine Reihe von nearktischen und paläarktischen Arten betreibt eine ausgeprägte Brutpflege für ihre Eier und Nymphen. Die Weibchen bewachen dabei sowohl ihre Eier, als auch die Nymphen während ihrer ersten Stadien. Dies ist z. B. gut bei Elasmucha putoni oder Elasmucha dorsalis aus Japan und anderen Arten der Gattung Elasmucha (z. B. Fleckige Brutwanze (Elasmucha grisea)) dokumentiert. Manchmal bleiben die Weibchen dieser Arten sogar bis zum fünften Nymphenstadium und begleiten ihre Nachkommen, wenn sie dann vom Platz der Eiablage zu den Blüten in einiger Distanz wandern. Die Brutpflege dient überwiegend der Abwehr von Fressfeinden. So ist bei den genannten japanischen Arten die Mortalitätsrate bei Entfernung der Weibchen auf Grund der Waldknotenameise (Myrmica ruginodis) teilweise 100 %. Die Weibchen besitzen verschiedene Abwehrstrategien, die meist eskalierend bis zum Erfolg eingesetzt werden. Dies reicht von gewöhnlichem Körperzucken, über sich rasch wiederholendes Zucken, zum Feind Hinlehnen, um die Brut abzuschirmen und direkte Bewegung auf den Feind zu, hin zu kräftigem Flügelschlag, der kleinere Angreifer, wie Ameisen oder Sichelwanzen von den Pflanzen wehen kann. Werden Nymphen verletzt, senden sie Alarmpheromone aus, die die Weibchen sofort reagieren lassen. Auch um die Gruppe zu koordinieren werden Aggregationspheromone ausgesendet.

## Taxonomie und Systematik
Victor Antoine Signoret beschrieb die Gruppe 1863 erstmals im Familienrang. Sie wurde im weiteren Lauf der Forschungsgeschichte häufig als Unterfamilie oder sogar Tribus innerhalb der Baumwanzen (Pentatomidae) betrachtet. Leston stellte den Familienrang 1953 wieder her, welcher Meinung bis heute gefolgt wird. Eine Untersuchung anhand von morphologischen Merkmalen und DNA-Sequenzen bestätigte die Monophylie der Familie und ergab ein Schwesterverhältnis zur Familie Lestoniidae.
Die Familie wird in folgende Unterfamilien und Tribus unterteilt:
- Unterfamilie Acanthosomatinae (12 Gattungen; Paläarktis, Orientalis, Australis)
- Unterfamilie Blaudusinae
  - Tribus Blaudusini (10–11 Gattungen; Südafrika, Madagaskar, Australien und Südamerika)
  - Tribus Lanopini (12 Gattungen; Südafrika, Madagaskar, Australien und Südamerika)
- Unterfamilie Ditomotarsinae (Afrika, Australien und Südamerika)
  - Tribus Laccophorellini (3 Gattungen; Afrika, Australien)
  - Tribus Ditomotarsini (11 Gattungen; Südamerika, Afrika)

## Arten in Europa
Folgende Arten kommen in Europa vor:
- Acanthosoma haemorrhoidale Lindberg, 1758 – Wipfel-Stachelwanze
- Cyphostethus tristriatus (Fabricius, 1787) – Buntrock
- Elasmostethus brevis Lindberg, 1934
- Elasmostethus interstinctus (Fabricius, 1758) – Bunte Blattwanze
- Elasmostethus minor Horvath, 1899
- Elasmucha ferrugata (Fabricius, 1787) – Heidelbeerwanze
- Elasmucha fieberi (Jakovlev, 1865) – Gezähnte Brutwanze
- Elasmucha grisea (Fabricius, 1758) – Fleckige Brutwanze

## Weitere Arten
Eine Auswahl außereuropäischer Arten:
- Acanthosoma labiduroides Jakovlev, 1880
- Oncacontias vittatus (Fabricius, 1781)

## Belege